# Lichenophanes plicatus
Lichenophanes plicatus is een keversoort uit de familie boorkevers (Bostrichidae). De soort wetenschappelijke naam van de soort is voor het geldig gepubliceerd in 1844 door  Guérin-Méneville. De kever is bekend uit Guatemala, Frans-Guyana, Colombia, Venezuela, Brazilië en Paraguay.